# Балабин, Пётр Иванович
Пётр Иванович Балабин (1776 — 9 октября 1856) — генерал-лейтенант Русской императорской армии.

## Биография
Пётр Балабин родился 21 апреля 1776 года в дворянской семье; сын генерал-майора Ивана Тимофеевича Балабина управлявшего Полтавскою провиантской комиссией.
Ещё с детства зачисленный в списки гвардии, он, получив домашнее образование, оканчивал своё обучение в Англии, где пробыл несколько лет и по возвращении на родину, был, 1 января 1794 года, определён в армию с чином капитана на Черноморский флот.
Вскоре, однако, Балабин перешёл на морскую службу и переименован «во флота лейтенанты» состоя адъютантом адмирала Фёдора Ушакова, принял участие в некоторых морских походах черноморского флота на Средиземном море. 30 сентября (11 октября) 1799 г. отряд русских моряков под командованием полковника Скипора и лейтенанта Балабина вошёл в освобожденный от французов в ходе Войны второй коалиции Рим.
Награждённый за отличия в боях орденом Святой Анны 3-й степени на шпагу, он вернулся в Россию и в 1801 году был переведен в Балтийский гребной флот, с определением в существовавший тогда Морской комитет для составления, под руководством вице-адмирала Шишкова, морских журналов.
В сентябре 1802 года Балабин снова становится в ряды сухопутной армии и будучи поручиком Кавалергардского полка, назначается адъютантом генерала Фёдора Уварова. В составе этого полка он принял участие в Войне третьей коалиции. 18 сентября 1806 года он уже был пожалован в полковники.
Принимал участие Войне четвёртой антинаполеоновской коалиции и в Русско-шведской войне 1808—1809 г.г..

20 мая 1808 года боевые заслуги Балабина были отмечены Орденом Святого Георгия 4-го класса 
в воздаяние отличного мужества и храбрости, оказанных в сражениях против французских войск 26 мая при Вольфсдорфе, 29 при Гейльсберге и 2 июня при Фридланде, в коих был посылаем с приказаниями под сильным картечным огнём, исполнял оные невзирая на все окружающие опасности с примерным мужеством и деятельностью.
14 августа 1808 года Пётр Иванович Балабин был отправлен с депешами в столицу Франции Наполеону I Бонапарту и, после выполнения поручения, 1 октября 1808 года был пожалован во флигель-адъютанты русского императора Александра I.
В ходе Отечественной войны 1812 года Балабин нёс службу в Прибалтике; состоял при военном губернаторе Риги Иване Николаевиче Эссене, в августе 1812 года участвовал в рейде на Данциг.
После изгнания наполеоновской армии из пределов Российской империи, принял участие в заграничном походе русской армии 1813 года. 15 сентября 1813 года за отличия в ходе войн с французами состоялось производство Балабина в генерал-майоры.
В 1817 году вернулся в Россию и вскоре испросил отставку по состоянию здоровья в которой находился с 7 января 1818 года по 16 ноября 1826 года.
По возвращении на военную службы получил назначение состоять начальником 1-го округа особого корпуса жандармов. Пробыв в этой должности около шести лет и награждённый в 1827 году орденом Святой Анны 1-й степени, Балабин был снова уволен, по болезни, от службы, получив при отставке (с мундиром и пенсией), 10 февраля 1832 года, чин генерал-лейтенанта.
Окруженный многочисленною семьёй, Пётр Иванович Балабин, проживал последние годы в Санкт-Петербурге, где и умер 9 октября 1856 года от каменной болезни, был с почестями похоронен на Лазаревском кладбище города.

## Семья
Жена (с 31 января 1808 года) — Варвара (Паулина) Осиповна Парис (1789—1845), бельгийка и лютеранка, дочь доктора Иосифа Париса и его жены Терезы, племянница Анны Брейткопф. Воспитывалась в доме княгини В. А. Шаховской, где получила прекрасное образование. Была талантливой рисовальщицей, писала портреты. Венчание её с Балабиным было в Петербурге в соборе Св. Исаакия Далматского. По отзывам современницы, была «милая, умная, добрая, смеренная женщина». Балабину очень любил и уважал Гоголь и иногда читал ей свои произведения. П. А. Плетнев, который был очень близок со всей семьёй, находил Варвару Осиповну «умной и интересной особой». По мнению Я. Грота, она была «женщина чрезвычайно образованная, начитанная, с тонким вкусом в оценки произведения литературы и искусства».
В браке имела детей:

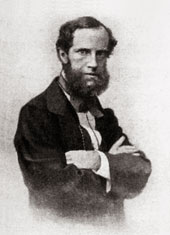
Виктор Петрович Балабин

- Иван (26.01.1809—после 1870), крестник Ф. П. Уварова и княгини В. А. Шаховской[12], выпускник школы гвардейских подпрапорщиков, корнет Конногвардейского полка, чиновник особых поручений при министерстве народного просвещения. Первым браком был женат на дочери министра С. С. Уварова. Овдовев, женился на княжне Александре Дмитриевне Гагариной (1834— ?), сестре П. Д. Гагарина. Их сын Александр (21.08.1870, Париж—01.01.1934, Югославия), правовед, статс-секретарь гос. совета.
- Елизавета (24.01.1811[13]—1883), крещена 29 января в Исаакиевском соборе, крестница княгини В. А. Шаховской; фрейлина двора (с 01.01.1830), замужем за князем Василием Николаевичем Репниным-Волконским (1806—1880). Страдала умопомешательством и манией преследования.
- Виктор (24.07.1812[14]—24.11.1864), крещен 1 августа в Исаакиевском соборе, крестник княгини В. А. Шаховской; дипломат, состоял секретарем русского посольства в Париже, старшим советником в Константинополе и посланником в Вене, камергер (1856) и тайный советник, автор дневника[15]. Умер «от нервного удара» в Дрездене и похоронен в Троице-Сергиевской лавре.
- Евгений (1815—1895), католический священник, член ордена иезуитов.
- Мария (11.02.1820[16]—1901), крещена 18 февраля в Исаакиевском соборе, крестница княгини В. А. Шаховской. Любимая ученица Гоголя, «очень красива и даровитая»[10], замужем (с 21.07.1844, Штутгарт) за доктором медицины коллежским советником Александром Львовичем Вагнером (1803—1878). В своих письмах к Гоголю она рассказала ему историю своего знакомства с будущем мужем и его сватовства[17]. Умерла в Риме.